# Acanthodactylus aegyptius
Acanthodactylus aegyptius là một loài thằn lằn trong họ Lacertidae. Loài này được Baha El Din mô tả khoa học đầu tiên năm 2007.